# Basilippo
Basilippo fue una ciudad del Imperio romano de la provincia de la Bética, localizada en el cerro del Cincho, en el extremo meridional del municipio de Carmona (Sevilla, España), al oeste y muy cerca de Arahal.

## Toponimia
El nombre de la ciudad presenta el sufijo -ippo, muy frecuente en otras poblaciones cercanas de la Bética, que se suele asociar a los oppida de origen turdetano. 
En cuanto al prefijo Basil-, algunos autores lo atribuyen al griego basileus, en un intento de relacionar este topónimo con la pretendida monarquía tartésica. No obstante, los prefijos de tipo Bae- son también muy repetidos por la Bética, incluyendo el nombre de la propia provincia (Baetica).
Ba y sil son palabras frecuentes en léxicos ibéricos, la primera quiere decir 'cubierta/-o' y la segunda: 'metal, plata, mercurio'.

## Estatus jurídico
En el lugar llamado 'Rancho de la Estaca' de La Puebla de Cazalla se encontraron varios fragmentos de lo que se ha interpretado como la lex municipii Flavii Basiliponensis, lo que vendría a demostrar que Basilippo tenía la categoría de municipium. En el fragmento principal puede leerse lo siguiente:

A RATIONE 
 RATIONES RED 
 REFERRETUR 
 PERTINEBIT 
 VM MVNI 
 VNIAE DE 
 ILIPONE 
 RSECV